# 希拉克略王朝
希拉克略王朝，也被譯作伊拉克略王朝，是東羅馬帝國（即拜占庭帝國）希臘化之後，第一个真正意义上的王朝。自希拉克略610年登基到711年查士丁尼二世被罢免，整个家族统治了該帝國達1个世纪。這也是最後一個統治如此廣大領土的東羅馬皇室。
在政治上，王朝统治者进行多项改革，发展出自由农民阶层，其税收成为国库重要的财政收入。建立推行了军事行政州（塞马州）制度。这些改革奠定了東羅馬国家政治机构实力的基础。
在军事上，希拉克略王朝击败了宿敌萨珊波斯和阿瓦尔人，但东部和南部的领土却被新兴的阿拉伯人占领。经历了艰苦的斗争后，東羅馬帝國成功地阻止了阿拉伯人进入欧洲。尽管疆域缩小，但疆界内确更加稳固统一，也因為領土集中而更加方便管理。
这时期的文学、艺术和建築方面的成就乏善可陈，但也是在這段期間東羅馬帝國在语言和文化上，完成了从晚期罗马帝国的古羅馬異教徒社會，蛻變為希腊化的東正教帝國，影響深遠。基督教教会的影响也得到了强化。

## 希拉克略

### 繼承大統
由於帝國面臨巨大的危機並陷入混亂，希拉克略現在試圖從福卡斯手中奪取權力，以改善拜占庭的命運。當帝國陷入無政府狀態時，迦太基總督區仍然相對遠離波斯的征服。遠離當時無能的帝國權威，迦太基大主教希拉克略和他的兄弟格雷戈拉斯開始集結軍隊進攻君士坦丁堡。在切斷了領土對首都的糧食供應後，希拉克略於608年率領一支龐大的軍隊和一支艦隊恢復了帝國的秩序。希拉克略將軍隊的指揮權交給了格雷戈拉斯的兒子尼西塔斯，而艦隊的指揮權則交給了希拉克略的兒子小希拉克略。尼西塔斯率領部分艦隊和他的部隊前往埃及，在608年底佔領了亞歷山大。與此同時，小希拉克略前往塞薩洛尼卡，在獲得更多補給和軍隊後，他從那裡駛向君士坦丁堡。他於610年10月3日抵達目的地，在君士坦丁堡海岸登陸時沒有遇到任何阻礙，市民們將他視為他們的救世主。
當福卡斯被交付給希拉克略時，發生了一場有趣的對話：
|  | 希拉克略：“你就是這樣統治帝國的嗎？” 福卡斯：“你難道能更好地管理它嗎？” |

兩天后的10月5日，福卡斯的統治正式結束，他被處決，並由君士坦丁堡大主教為希拉克略加冕。競技場中安息的福卡斯雕像被推倒並著火，連同支持福卡斯的藍軍顏色一起被點燃。

### 早期失敗
36歲的希拉克略在隆重的儀式上與妻子結婚並由族長加冕後，開始履行皇帝的職責。他統治初期所取得的成果讓人想起福卡斯在巴爾乾地區的麻煩問題上的統治。阿瓦爾人和斯拉夫人湧入亞得里亞海西部以及愛琴海地區的南部和東部。他們大舉進軍達爾馬提亞，吞沒了數座拜占庭城市，即辛吉杜努姆（貝爾格萊德）、維米納西姆（科斯托拉克）、奈蘇斯（尼什）、薩迪卡（索非亞），並於614年摧毀了薩羅納。然而，斯拉夫人多次試圖奪取塞薩洛尼卡城阿瓦爾人以失敗告終，讓帝國保住了該地區的一座重要城市。
613年，拜占庭軍隊在安提阿慘敗，波斯人得以自由、迅速地向各個方向進發。這次激增導致大馬士革和塔爾蘇斯以及亞美尼亞等城市陷落。然而，更嚴重的是耶路撒冷的喪失，它在三週內被波斯人圍困並佔領。城裡無數的教堂（包括聖墓）被燒毀，耶穌基督死時存在的大量聖物，包括真十字架、聖槍和聖海綿，現在都在波斯首都泰西封。波斯人仍然在距離首都不遠的卡爾西頓城外保持平靜，敘利亞省完全陷入混亂。
儘管尼西塔斯早期做出了努力，但埃及還是被征服了，導致人力、糧食供應和收入的重大損失。然而，情況並非完全沒有希望。君士坦丁堡的城牆一如既往地堅固、防禦嚴密，而希拉克略仍然擁有比他的任何“野蠻”對手（尤其是斯拉夫人和阿瓦爾人）龐大、訓練有素、裝備精良的艦隊。波斯人在博斯普魯斯海峽沒有船隻，因此無法有效圍攻這座城市。

### 東羅反擊
為了從看似無窮無盡的失敗中恢復過來，希拉克略實施了一項軍隊重建計劃，通過罰款那些被指控腐敗的人、增加稅收、貶值貨幣來支付更多士兵和強制貸款來籌集資金。君士坦丁堡宗主教塞爾吉烏斯將教會的財政交給國家，這是一個令人驚訝但又急需的犧牲。希拉克略現在的目標是消滅他的危險敵人之一：薩珊帝國。波斯人征服了安納托利亞、美索不達米亞、黎凡特和北非的大片領土，但尚未鞏固對這些地區的控制。希拉克略決定與阿瓦爾人和斯拉夫人談判和平，向他們繳納大量貢品，以便他可以自由地將軍隊從歐洲調往亞洲，對波斯人發動反攻。622年春天，由於東部對手仍在卡爾西頓城外，希拉克略上陣了。他率領新組建的軍隊沿著愛奧尼亞海岸航行，在伊蘇斯登陸，大約1000年前，亞歷山大大帝正是在這裡決定性地擊敗了波斯人。在伊蘇斯，希拉克略監督了他的部下的廣泛訓練。當年秋天，他率軍北上，在卡帕多西亞高地遭遇了波斯軍隊。儘管沒有在戰場上領導軍隊的軍事經驗，拜占庭皇帝還是果斷地擊潰了經驗豐富的波斯將軍沙赫爾巴拉茲的軍隊，鼓舞了他的軍隊的士氣並收復了大片領土。
623年初，希拉克略率領他的軍隊穿越亞美尼亞和今天的阿塞拜疆。通過向亞美尼亞進軍，這迫使波斯人離開他們在小亞細亞的陣地，“像一條鍊子上的狗”跟隨軍隊。正是在亞美尼亞，拜占庭軍隊再次戰勝了波斯將軍沙赫巴拉茲，取得了巨大的勝利。首都發生的事件迫使希拉克略和他的軍隊返回君士坦丁堡，因為阿瓦爾汗威脅要對這座城市採取行動。希拉克略被迫增加向阿瓦爾人繳納的貢賦，甚至不得不將人質送到可汗那里以確保付款。這再次支撐了他的後衛，使他能夠在623年3月重新與波斯軍隊交戰，因為波斯國王科斯羅伊斯二世的態度變得越來越好戰，拒絕休戰。在前往波斯的途中，拜占庭軍隊進行了大規模的掠奪和掠奪，包括摧毀了位於甘扎克的波斯宮殿。希拉克略燒毀了對手的眾多城市，做出了一個冒險的決定，率軍深入薩珊帝國的腹地，直抵波斯首都泰西封。然而，沙赫巴拉茲開始切斷希拉克略的補給線，迫使後者撤至里海西岸。在那裡，他的第二任妻子和侄女（瑪蒂娜）安全地生下了一個孩子，儘管這段婚姻被許多人視為亂倫。
624年，希拉克略率領另一場戰役向凡湖發起進攻。然而，他所尋求的勝利直到第二年才降臨到他身上。希拉克略帶領他的軍隊穿過亞拉拉特山，沿阿薩尼亞斯河順流而下，行進約200英里（320公里），佔領了殉道波利斯和阿米達城。在穿過美索不達米亞行軍70英里（113公里）後，希拉克略最終在阿達納鎮以北遭遇了波斯軍隊。14]最初，波斯人的戰鬥進展順利，他們消滅了拜占庭軍隊的先鋒隊。然而，希拉克略隨後抓住了主動權，跨過幼發拉底河發起了一場看似自殺式的衝鋒，從而扭轉了戰局。沙赫巴拉茲向一位叛逆的希臘人表達了他對希拉克略的欽佩：
|  | 看看你們的皇帝！他害怕這些箭和矛，就像害怕鐵砧一樣！ |

### 君堡之圍
勝利屬於拜占庭人，現在，戰爭的榮譽是平等的。然而，波斯的威脅尚未減弱。期待已久的對君士坦丁堡的進攻終於開始實現——阿瓦爾人開始向首都運送攻城裝備（圍攻於626年6月29日開始），而沙赫巴拉茲則奉國王庫斯老二世之命派遣他的軍隊前往卡爾西頓並與阿瓦爾人。庫斯老開始徵召身體健全的男子加入一支新軍隊，組建了一支大約5萬人的精銳部隊。希拉克略似乎不僅被打敗了，而且還被幾支更大的軍隊打敗了。然而，希拉克略試圖通過重複波斯人的戰略並將他的軍隊分為三個獨立的分遣隊來與波斯人抗衡。一支軍隊將保衛首都，而另一支軍隊將在皇帝弟弟西奧多的指揮下，面對波斯將軍沙欣指揮的美索不達米亞五萬名新兵。與此同時，由皇帝親自指揮的第三支部隊將穿越亞美尼亞和高加索地區，進入波斯，他相信由於庫斯老的徵兵，波斯將失去大部分體格健全的男子。這將使他的軍隊能夠輕鬆挺進波斯腹地。
西奧多的部隊在美索不達米亞對陣沙欣時表現出色，給波斯人帶來了慘敗。在這場君士坦丁堡戰役中，約12,000名騎兵（大概是下馬的）在全城居民的支持下，這座城市得到了嚴密的防禦。事實上，宗主教塞爾吉烏斯在煽動民眾宗教和愛國狂熱方面所做的努力不容忽視。當拜占庭艦隊兩次分別伏擊殲滅波斯艦隊和阿瓦爾艦隊時，圍攻者似乎驚慌失措地撤退了。當西奧多在美索不達米亞取得勝利的消息傳來時，圍攻者不得不承認，拜占庭現在處於羅馬人基督教上帝的保護之下。

### 決勝千里
對於希拉克略來說，626年是沒什麼行動的一年——似乎是為了增強自己的勢力，他向西突厥汗國的可汗齊貝爾許諾將自己的女兒埃皮法尼婭嫁給他。可汗對這個提議印象深刻，在拜占庭方面部署了大約40,000名士兵。然而，僅僅兩年後，即628年，可汗就去世了。儘管如此，次年希拉克略進軍美索不達米亞時，拜占庭充分利用了兵力的增強。他的目標很明確：摧毀波斯軍隊並向泰西封進軍，做近300年來羅馬皇帝從未做過的事情（自叛教者朱利安時代以來）：他的軍隊小心翼翼地進入這片充滿敵意的地形。希拉克略知道波斯軍隊已經逼近，隨時有可能遭到伏擊。與此同時，新任波斯指揮官拉赫扎德也不願意麵對希拉克略，直到他的軍隊做好了激戰的準備。
627年的大部分時間都在美索不達米亞度過，希拉克略最終在尼尼微城廢墟附近遭遇了波斯軍隊。拜占庭人和波斯人持續交戰十一個小時。在戰鬥最激烈的時候，拉扎特向希拉克略提出了挑戰，希拉克略接受了。儘管受傷，希拉克略仍設法斬首拉扎特。當太陽最終開始落山時，波斯人已經被擊敗，兩軍都休息了。
希拉克略後來前往達斯塔格德大皇宮，卻發現庫斯老二世已經逃離了他的宮殿。希拉克略盛怒之下，下令將一切都燒毀。繼續前進，他很快發現庫斯老不再贏得他的臣民的忠誠——因為他們拒絕團結起來保衛泰西封。希拉克略等了一兩個星期才率軍返回。庫斯老的兒子西羅斯（Siroes）掌權，成為卡瓦德二世（KavadhII），並用箭射殺了他的父親。後來，有利於拜占庭的和平條約的形成導致戰前邊界的恢復。作為額外的獎勵，波斯人俘獲的所有俘虜和基督教文物都被歸還。因此，希拉克略率領真正的十字架於628年9月14日凱旋進入首都。真十字架帶領著由四頭大象組成的遊行隊伍，高高地放置在聖索菲亞大教堂的祭壇頂上。
此時，拜占庭民眾普遍期望皇帝將帶領拜占庭進入一個輝煌的新時代。然而當633年拜占庭-阿拉伯戰爭開始時，希拉克略的所有成就都化為泡影。

### 回教崛起
波斯和拜占庭都忽視了來自阿拉伯的阿拉伯人的威脅，原因有幾個——其中最引人注目的是兩個強國之間的戰爭，以及整個沙漠地區缺乏溝通。儘管如此，拜占庭人和波斯人還是做出了努力，有時是合作，阻止了阿拉伯人的前進。
632年6月8日，伊斯蘭先知穆罕默德因發燒去世。然而他留下的宗教將改變中東。633年，伊斯蘭教的軍隊走出阿拉伯，他們的目標是傳播先知的話語。634年，阿拉伯人擊敗了進入敘利亞的拜占庭軍隊並佔領了大馬士革。另一支拜占庭大軍抵達安條克城外，迫使阿拉伯人撤退。拜占庭人於636年5月進軍。然而，636年8月20日，一場沙塵暴襲擊了拜占庭人，當阿拉伯人向他們發起進攻時，他們被徹底殲滅：
|  | 雅穆克之戰是最激烈、最血腥的一場……羅馬人和他們的追隨者用鐵鍊把自己綁在一起，這樣就沒有人可以放棄自己的希望。 在安拉的幫助下，大約 70,000 人被處決，而他們的殘餘人員則逃亡…… |

經過頑強抵抗，耶路撒冷於637年向阿拉伯人投降。638年，哈里發奧馬爾騎馬入城。希拉克略在耶路撒冷被圍困時停下來取回真正的十字架。在他晚年，他的統治變得越來越不穩定。曾擔任父親艦隊指揮官的他對海洋產生了恐懼症，拒絕穿越博斯普魯斯海峽前往首都。只有當幾艘船沿著海峽綁在一起，並在沿岸放置灌木來隱藏水時，他才騎著過去，用當代人的話說，“就像是在陸地上一樣”。
由於602-628年的拜占庭-薩珊戰爭，拜占庭人和波斯人都精疲力竭，在哈里發擴張時變得脆弱不堪。
阿拉伯人的入侵和領土的喪失並不是皇帝心頭沉重的全部。據傳他與侄女的亂倫婚姻招致了上帝的憤怒——他的九個孩子中，有四個在嬰儿期夭折，一個脖子扭傷，一個又聾又啞。此外，帝國似乎甚至沒有將阿拉伯威脅視為危險。當君士坦丁堡牧首塞爾吉烏斯提出一神論作為對迦克墩基督徒和一性論的妥協時，宗教爭議再次出現。希拉克略同意了這個提議。然而，它受到了有關基督真實本質的神學辯論雙方的批評。當一志論的主要批評者索弗洛尼烏斯被選為耶路撒冷宗主教時，帝國再次開始分裂。對於帝國的一些人來說，阿拉伯人對宗教自由的承諾似乎比其他看似褻瀆的、出於政治動機的提議更可取。641年2月11日，希拉克略在臨終前低聲說自己撒了謊。他不願意支持一神論。看來他所尋求的只是團結。
阿拉伯人征服敘利亞和埃及省份後的拜占庭帝國。與此同時，斯拉夫人施加壓力並在巴爾乾地區定居。
希拉克略去世前，他的妻子瑪蒂娜“說服”他的兒子赫拉克洛納斯（弗拉維烏斯·希拉克利烏斯）與希拉克略第一任妻子尤多西婭的兒子君士坦丁一起成為帝國王位的共同繼承人，同時卻忽視了眾多拜占庭人的支持。將她視為拜占庭最近不幸的原因。

## 君士坦斯二世

### 先帝駕崩
希拉克略在去世前無力統治帝國，這對拜占庭沒有任何好處。641年2月希拉克略去世後，前皇后瑪蒂娜宣布自己、她的兒子赫拉克洛納斯和繼子君士坦丁三世希拉克略為共同皇帝。然而，君士坦丁堡的公民拒絕接受這一點。因此，當君士坦丁三世於641年5月的某個時候去世（大多數拜占庭人認為是瑪蒂娜之手）時，赫拉克洛納斯和他的母親在第二年夏天被廢黜。赫拉克洛納斯的鼻子被割開，瑪蒂娜的舌頭被扯掉。這些行為確保了赫拉克洛納斯永遠不可能成為巴西琉斯（皇帝）——身體變形使得這成為不可能。然而，作為弒君罪的嫌疑，他們被流放到羅德島只是輕微的懲罰。
君士坦丁死後，君士坦丁堡民眾轉向他11歲的兒子（也名希拉克略），後者加冕為皇帝，並改名為君士坦丁。然而他後來以“康斯坦斯”的綽號為人所知，從而成為康斯坦斯二世。

### 對阿戰爭
君士坦斯二世從他的祖父希拉克略那裡繼承了與阿拉伯人的戰爭，阿拉伯人一心要征服拜占庭帝國並傳播伊斯蘭先知穆罕默德的話語。君士坦斯即位後，幾乎沒有時間對埃及實施防禦——當該行省於642年陷落時，君士坦斯二世幾乎無可指責。
埃及和黎凡特的損失是災難性的——連同這些地區的人力，來自埃及的大量糧食供應現在已成為過去。食品短缺現在已成為皇帝面臨的越來越多的問題之一。對於拜占庭人來說，更糟糕的是，阿拉伯軍隊沒有喘息的機會——到了647年，迦太基總督區被徹底擊敗——這是又一次代價高昂的失敗，因為除了已經失去的埃及之外，非洲是拜占庭帝國的主要糧食來源。失敗的名單還在繼續增加，644年，阿拉伯人開始建造一支規模龐大的艦隊，以挑戰希臘羅馬幾個世紀以來的海軍統治地位。657年，阿拉伯艦隊被派去襲擊拜占庭的塞浦路斯島——該島幾乎沒有防守，阿拉伯人洗劫了主要城市康斯坦提亞，摧毀了其港口設施，並蹂躪了鄉村。654年，穆斯林艦隊毫無抵抗地繼續前往羅德島。該島陷落後，君士坦斯二世在馬斯特斯之戰中再次遭受恥辱，他派遣艦隊與利西亞附近的阿拉伯人交戰。在交戰期間，君士坦斯二世擔心被俘，與另一名男子交換了衣服，以便在不被認出的情況下逃脫。雖然從未被抓獲，但對於這位所謂的“萬王之王”來說，這次經歷相當尷尬。

### 片刻喘息
至此，阿拉伯人在羅馬人看來是無敵的，因此只能阻礙自己。對於拜占庭來說幸運的是，阿拉伯人開始這樣做。哈里發奧斯曼·伊本·阿凡在麥地那被暗殺。結果，伊斯蘭先知穆罕默德的女婿阿里被選為他的繼任者。然而，領導阿拉伯艦隊對抗拜占庭的敘利亞總督穆阿維葉也被宣佈為敘利亞的哈里發。直到661年阿里被刺殺後，內亂才結束，這讓拜占庭非常失望。

### 宗教爭議
顯然，當主教們因神學辯論而分裂帝國時，拜占庭根本沒有機會抵禦對手。君士坦斯二世看到了這一點，似乎已經受夠了。648年，在被教皇西奧多一世向君士坦丁堡大主教皮洛士逐出教會後，年僅18歲的君士坦斯宣布了一項法令，禁止任何人在流放之痛下提出一志論與卡爾西頓的爭論。當西奧多的繼任者馬丁一世於648年10月召集議會譴責摩尼提主義時，再次火上澆油，他被逮捕，帶到首都，並像普通罪犯一樣受到嚴重虐待。據說在監獄裡，他受到的虐待“地板上都是血”。最後，在被指控犯有叛國罪和弒君罪後，他被流放到克里米亞。這就是皇帝的挫敗感

### 西方政策
君士坦斯二世決定將注意力轉向西方，希望能獲得更好的運氣。當撒拉遜人在前拜占庭領土上建立自己的領土時，阿瓦爾人和保加利亞人仍然留在多瑙河沿岸，斯拉夫人也是如此，他們每年向帝國繳納的款項不足。662年，君士坦斯二世決定將首都遷往西西里島的錫拉丘茲。有人說這是為了逃避兩年前被他謀殺的弟弟的可怕幻象。他在意大利和西西里島的逗留對於當地人來說只能是不愉快的。
君士坦斯二世讓帝國的處境比他發現時更糟糕。拜占庭與阿拉伯的戰爭變得越來越一邊倒，哈里發擁有巨大的資源，這意味著任何重新征服的可能性都微乎其微——尤其是在不滿的農民和焦躁不安的主教造成的不團結持續存在的情況下。

### 和隋唐的關係
此時拜占庭帝國與中國之間似乎也有互動。拜占庭希臘歷史學家普羅科皮烏斯表示，兩名景教僧侶最終發現了絲綢的製造方法。根據這一啟示，查士丁尼一世派遣僧侶作為絲綢之路上的間諜，從君士坦丁堡到中亞粟特及南北朝北方中原政權，然後回來偷蠶卵。這導致了地中海地區的絲綢生產，特別是希臘北部的色雷斯，並使拜占庭帝國壟斷了中世紀歐洲的絲綢生產，直到失去意大利南部的領土。拜占庭歷史學家提奧菲拉特·西莫卡塔（Theophylact Simocatta）在希拉克略統治時期（610-641年在位）撰寫著作，轉述了有關中國地理、首都庫布丹（古突厥語：Khumdan，即長安），並正確指出隋朝（581-618）在莫里斯統治期間發生的統一，並指出中國在此前在南北朝時期分裂了。這似乎與隋文帝對中國南方陳朝的征服相對應。

## 君士坦丁四世

### 再圍君堡
與他的前任一樣，與撒拉遜人的戰爭仍然相對有增無減。在成為皇帝之前，君士坦丁四世是他父親的帝國東部地區土地的管理者，這些地區的領土數量很少。當阿拉伯人開始沿著愛奧尼亞海岸佔領一座又一座拜占庭帝國城市時，他們的數量就變得更少了。最終，哈里發穆阿維葉於672年佔領了距離君士坦丁堡僅50英里（80公里）的基齊庫斯半島。這一幕再熟悉不過了——首都受到威脅，守軍的處境不利——阿拉伯人攜帶了重型攻城武器，於674年開始圍攻君士坦丁堡。儘管如此，君士坦丁堡還是難以攻克。阿拉伯人——在其他地方，伊斯蘭戰士們在不團結、純粹的運氣不好或技巧和熱情之前取得了勝利，現在是首都的保衛者，用希臘火力擊退了阿拉伯人的每一次進攻。最終在678年，撒拉遜人在遭受大量傷亡後撤軍，穆阿維葉接受了和平提議。680年，穆阿維葉去世，君士坦丁四世在他聲望的鼎盛時期，成功地在利西亞的陸地和海上擊敗了阿拉伯人。

### 保加爾戰爭
隨著撒拉遜人的威脅解除，拜占庭人將注意力轉向了西部，那裡的保加利亞人正在蠶食帝國的領土。680年，君士坦丁四世發動海軍遠征，將他們趕回，但這次遠征失敗了，保加利亞人變得更加大膽。由於無法用武力阻止他們，君士坦丁達成了一項令人羞辱但並非災難性的條約，即必須向保加利亞國王支付“保護”費。該條約的最大含義是，拜占庭在君士坦丁統治的剩餘時期將不再需要擔心保加利亞人。

### 大公會議
君士坦丁四世決心一勞永逸地解決一性論-迦克墩論的爭論問題。他們召集了基督教世界各個角落的代表來討論眼前的問題，一直爭論到681年主持了大部分會議的君士坦丁四世認可了幾乎一致的結論。四年後的685年，君士坦丁四世去世。他在三十三年去世，使拜占庭失去了一位從內部和外部擊敗敵人的好皇帝。
君士坦丁的妻子阿納斯塔西婭給他生了一個兒子查士丁尼。事實證明他的名字將決定他的外交政策，試圖效仿查士丁尼一世征服西方的做法——考慮到帝國用來保衛自己的資源很少，這是一個危險的舉動。